# جو ألبانيز
جو ألبانيز (بالإنجليزية: Joe Albanese)‏ هو لاعب كرة قاعدة أمريكي، ولد في 26 يونيو 1933، وتوفي في 17 يونيو 2000.

## وصلات خارجية
- جو ألبانيز على موقعبيزبول رفرنس.كوم (الدوري الرئيسي) (الإنجليزية)
- جو ألبانيز على موقعبيزبول رفرنس.كوم (الدوري الثانوي) (الإنجليزية)